# Међународнe научне олимпијаде
Међународне научне олимпијаде (ISO/International Science Olympiads) су група светских такмичења у различитим областима формалних, природних и друштвених наука, које се одржавају сваке године. Такмичења су осмишљена за 4 до 6 најбољих средњошколаца из сваке земље учеснице одабраних на интерним националним научним олимпијадама, са изузетком ИОЛ-а, који дозвољава два тима по земљи, ИОИ-а, који дозвољава два тима из земље домаћина, и ИЈСО-а, који је предвиђен за ученике млађе од 16 година. У почетку, олимпијаде су биле ограничене на источни блок, али су се касније постепено прошириле на друге земље.

## Преглед
Саме олимпијаде су засебна такмичења, свако са својим организационим телом, иако су груписане као „Међународне научне олимпијаде“. Циљеви сваког ИСО-а су промовисање каријере у науци; да изазове најпаметније студенте из целог света; и да упореди различите наставне системе сваке земље. Иако су такмичења намењена средњошколцима, стандарди испита су изузетно високи.

## Листа олимпијада
Научне олимпијаде су међународна такмичења ученика. Постоји 12 општепризнатих међународних научних олимпијада:
| Број | Олимпијада                                          | Скраћеница | Година          | Земља домаћин (за 2023.) | Земља домаћин (за 2024.) |
| ---- | --------------------------------------------------- | ---------- | --------------- | ------------------------ | ------------------------ |
| 1    | Међународна математичка олимпијада                  | IMO        | од 1959. године | Јапан                    | Уједињено Краљевство     |
| 2    | Међународна физичка олимпијада                      | IPhO       | од 1967. године | Јапан                    | Иран                     |
| 3    | Међународна хемијска олимпијада                     | IChO       | од 1968. године | Швајцарска               | Саудијска Арабија        |
| 4    | Међународна олимпијада из информатике               | IOI        | од 1989. године | Мађарска                 | Египат                   |
| 5    | Међународна олимпијада из биологије                 | IBO        | од 1990. године | УАЕ                      | Казахстан                |
| 6    | Међународна филозофска олимпијада                   | IPO        | од 1993. године | Грчка                    | Финска                   |
| 7    | Међународна астрономска олимпијада                  | IAO        | од 1996. године | Кина                     | Бангладеш                |
| 8    | Међународна географска олимпијада                   | iGeo       | од 1996. године | Индонезија               | Ирска                    |
| 9    | Међународна лингвистичка олимпијада                 | IOL        | од 2003. године | Бугарска                 | Бразил                   |
| 10   | Међународна јуниорска научна олимпијада             | IJSO       | од 2004. године | Тајланд                  | Румунија                 |
| 11   | Међународна олимпијада науке о Земљи                | IESO       | од 2007. године | Онлајн                   | Кина                     |
| 12   | Међународна олимпијада из астрономије и астрофизике | IOAA       | од 2007. године | Пољска                   | Бразил                   |